# Classe Nimitz
La classe Nimitz comprende tutte le dieci portaerei a propulsione nucleare in servizio con la US Navy. Prende il nome dell'ammiraglio Chester Nimitz, comandante delle forze statunitensi e alleate del Pacifico durante la seconda guerra mondiale.

## Caratteristiche
Ogni portaerei di questa classe ha oltre 5000 uomini di equipaggio, suddivisi tra equipaggio della nave (circa 3.200), e aviatori ed avieri dello stormo aereo imbarcato (2.480), composto ad organico completo di oltre ottanta velivoli. Con le sue 100.000 tonnellate è tra le più grandi classi di navi militari mai costruita. Ogni nave ha perfino un suo codice postale, una propria stazione televisiva interna, un giornale quotidiano e varie comodità che rendono più sopportabili le lunghe missioni che questo tipo di nave compie abitualmente.
Le portaerei classe Nimitz sono state fino al 2012 le più moderne e potenti a livello mondiale, nonché le più grandi navi in servizio con l'US Navy. Dalla Nimitz dei primi anni settanta alla George H. W. Bush del 2009 sono entrate in servizio, ripartite in 4 decenni, 10 navi appartenenti a questa classe. Sono dotate di 2 reattori nucleari A4W che basterebbero per fornire energia ad una città di medie dimensioni, e sono sufficienti a spingerle alla velocità di oltre 30 nodi, nonostante una massa di circa 100.000 tonnellate a pieno carico e una lunghezza di un terzo di chilometro. Sono progettate per una permanenza in servizio di 50 anni, dopodiché è prevista la loro sostituzione con nuove unità della classe Gerald R. Ford. Verso la metà di tale periodo le portaerei vengono sottoposte ad integrali lavori di manutenzione e ammodernamento (Refueling Complex Overhaul), che possono durare fino a tre anni.
Il ponte di volo è lungo 330 metri, con una larghezza massima di 78 metri ed un'area di 18.210 m2 (come 2,5 campi da calcio). Le corsie di decollo e atterraggio sono angolate di 9° al fine di ottimizzare lo spazio disponibile. In fase di decollo gli aerei vengono lanciati da apposite catapulte che imprimono una forte spinta iniziale supplementare, mentre in fase di atterraggio vengono frenati da un complesso sistema di cavi di arresto (sistema CATOBAR). I velivoli non in servizio vengono parcheggiati in hangar al di sotto del ponte di volo e portati in superficie per mezzo di quattro elevatori.
Ogni portaerei di questa classe trasporta abitualmente armi nucleari tattiche ed altri armamenti, tra cui bombe a gravità di potenza regolabile. Lo stormo imbarcato è composto da velivoli ad ala fissa e rotante. Tra quelli ad ala fissa vi sono i caccia F/A-18 Super Hornet, i cacciabombardieri F/A-18 Hornet, gli aerei da guerra elettronica EA-6 Prowler, le aviocisterne KA-6D, gli aerei antisommergibili S3 Viking, gli aerei radar E-2 Hawkeye e gli aerei da trasporto C-2 Greyhound. Gli S-3 sono in fase di ritiro viste le diminuite necessità di guerra antisommergibile e vengono usati quasi solo come aviocisterne volanti; ne è previsto il ritiro per il 2015
Tra i mezzi ad ala rotante troviamo i Sikorsky UH-60, nelle versioni SH ed antisom, e l'HH-60H con compiti di ricerca e salvataggio (SAR). Queste portaerei possono imbarcare anche gli elicotteri d'attacco Boeing CH-46 Sea Knight. Le portaerei della classe Nimitz sono in grado di trasportare fino a 96 velivoli, ma solitamente ne sono presenti a bordo 64 (di cui 48 tattici e 16 di supporto).
Il costo di ciascuna unità della classe Nimitz è stimato in 4,5 miliardi di USD.

## Unità appartenenti alla classe Nimitz
- USS Nimitz (CVN-68)
- USS Dwight D. Eisenhower (CVN-69)
- USS Carl Vinson (CVN-70)
- USS Theodore Roosevelt (CVN-71)
- USS Abraham Lincoln (CVN-72)
- USS George Washington (CVN-73)
- USS John C. Stennis (CVN-74)
- USS Harry S. Truman (CVN-75)
- USS Ronald Reagan (CVN-76)
- USS George H. W. Bush (CVN-77)[3]

### USSNimitz(CVN-68)

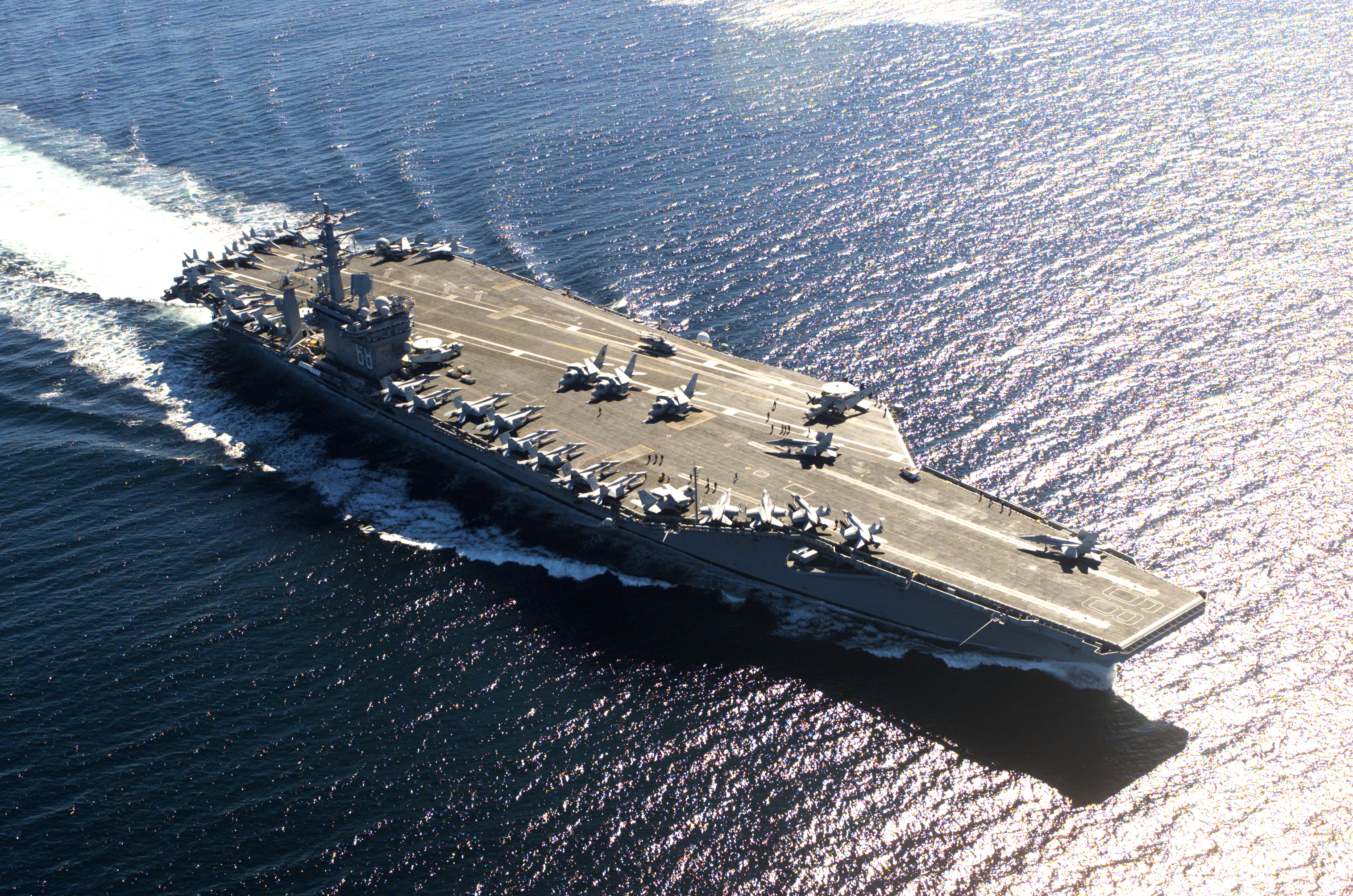
In navigazione presso Victoria

- Costruttore: Cantieri navali della Northrop Grumman Corporation di Newport News, Virginia
- Impostata: 22 giugno, 1968
- Varata: 13 maggio, 1972
- Nazionalità:  United States Navy
- Entrata in servizio: 3 maggio, 1975
- Stato: In servizio attivo, con base a Bremerton, Washington
- Operazioni: Operazione Eagle Claw, Golfo della Sirte, Guerra del Golfo, Operazione Southern Watch, Guerra in Iraq

### USSDwight D. Eisenhower(CVN-69)

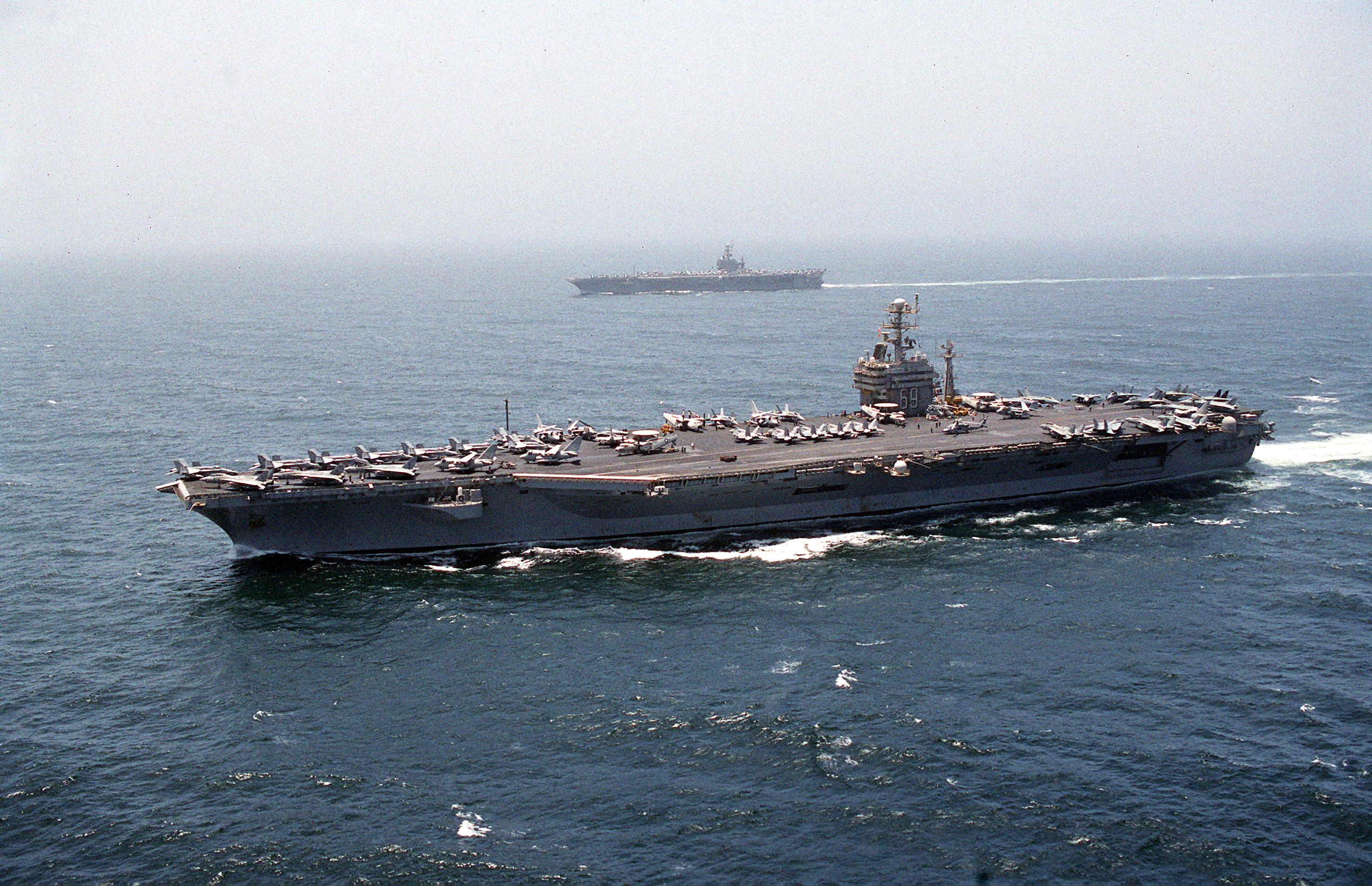
USS Dwight D. Eisenhower

- Costruttore: Cantieri navali della Northrop Grumman Corporation di Newport News, Virginia
- Impostata: 15 agosto 1970
- Varata: 11 ottobre 1975
- Nazionalità:  United States Navy
- Entrata in servizio: 18 ottobre 1977
- Stato: In servizio attivo, con base a Norfolk, Virginia
- Operazioni: Crisi degli ostaggi in Iran, Operazione Desert Shield, Operazione Desert Storm, Operazione Uphold Democracy, Operazione Southern Watch, Operazione Deny Flight

### USSCarl Vinson(CVN-70)

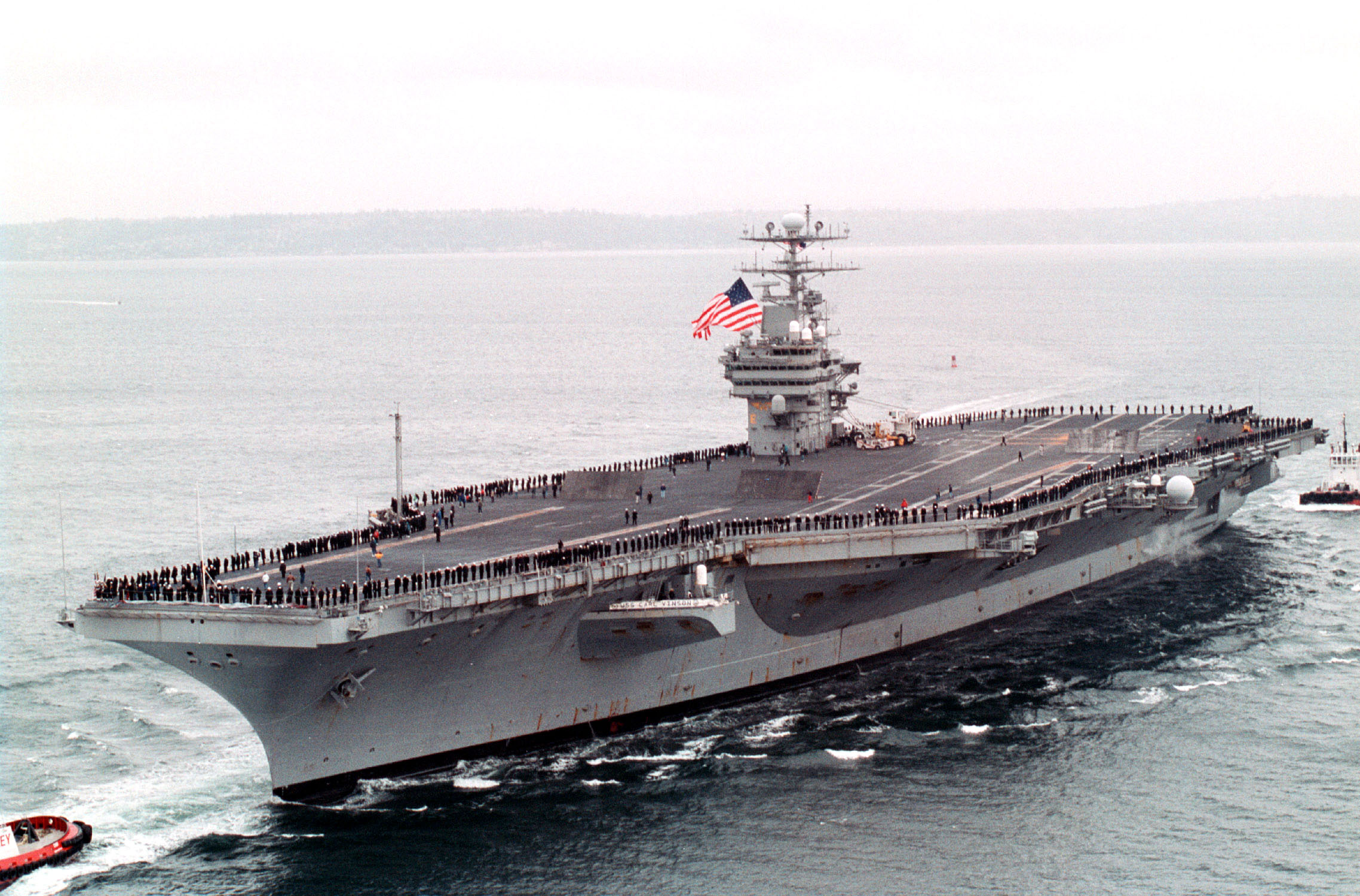
USS Carl Vinson

- Costruttore: Cantieri navali della Northrop Grumman Corporation di Newport News, Virginia
- Impostata: 11 ottobre 1975
- Varata: 15 marzo 1980
- Nazionalità:  United States Navy
- Entrata in servizio: 13 marzo 1982
- Stato: in servizio attivo, con base a San Diego, California
- Operazioni: Operazione Southern Watch, Operazione Desert Storm, Operazione Desert Fox, Operazione Enduring Freedom, Guerra in Iraq, operazioni di soccorso a seguito del terremoto di Haiti

### USSTheodore Roosevelt(CVN-71)

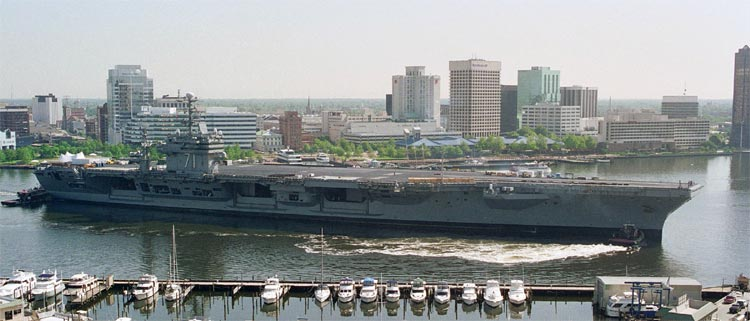
USS Theodore Roosevelt

- Costruttore: Cantieri navali della Northrop Grumman Corporation di Newport News, Virginia
- Impostata: 31 ottobre 1981
- Varata: 27 ottobre 1984
- Nazionalità:  United States Navy
- Entrata in servizio: 25 ottobre 1986
- Stato: In servizio attivo, con base a San Diego, California
- Operazioni: Operazione Desert Shield, Operazione Provide Comfort, Operazione Deny Flight, Operazione Southern Watch, Operazione Deliberate Force, Operazione Allied Force, Operazione Enduring Freedom

### USSAbraham Lincoln(CVN-72)

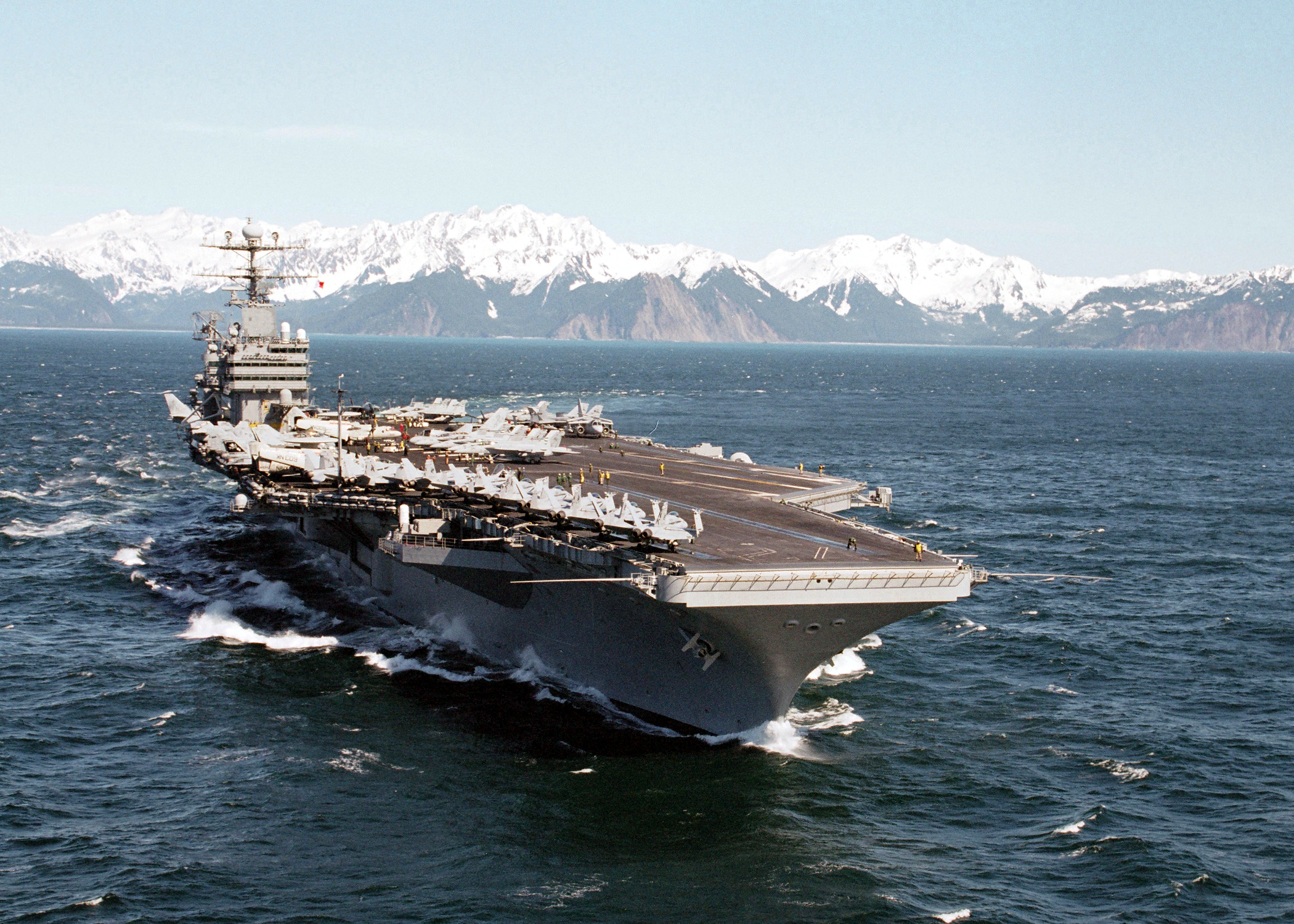
USS Abraham Lincoln

- Costruttore: Cantieri navali della Northrop Grumman Corporation di Newport News, Virginia
- Impostata: 3 novembre 1984
- Varata: 13 febbraio 1988
- Nazionalità:  United States Navy
- Entrata in servizio: 11 novembre 1989
- Stato: In servizio attivo, con base a San Diego, California
- Operazioni: Operazione Desert Shield, Operazione Desert Storm, Operazione Fiery Vigil, Operazione Southern Watch,
Operazione Restore Hope, Operazione Vigilant Sentinel, Operazione Enduring Freedom, Operazione Unified Assistance

### USSGeorge Washington(CVN-73)

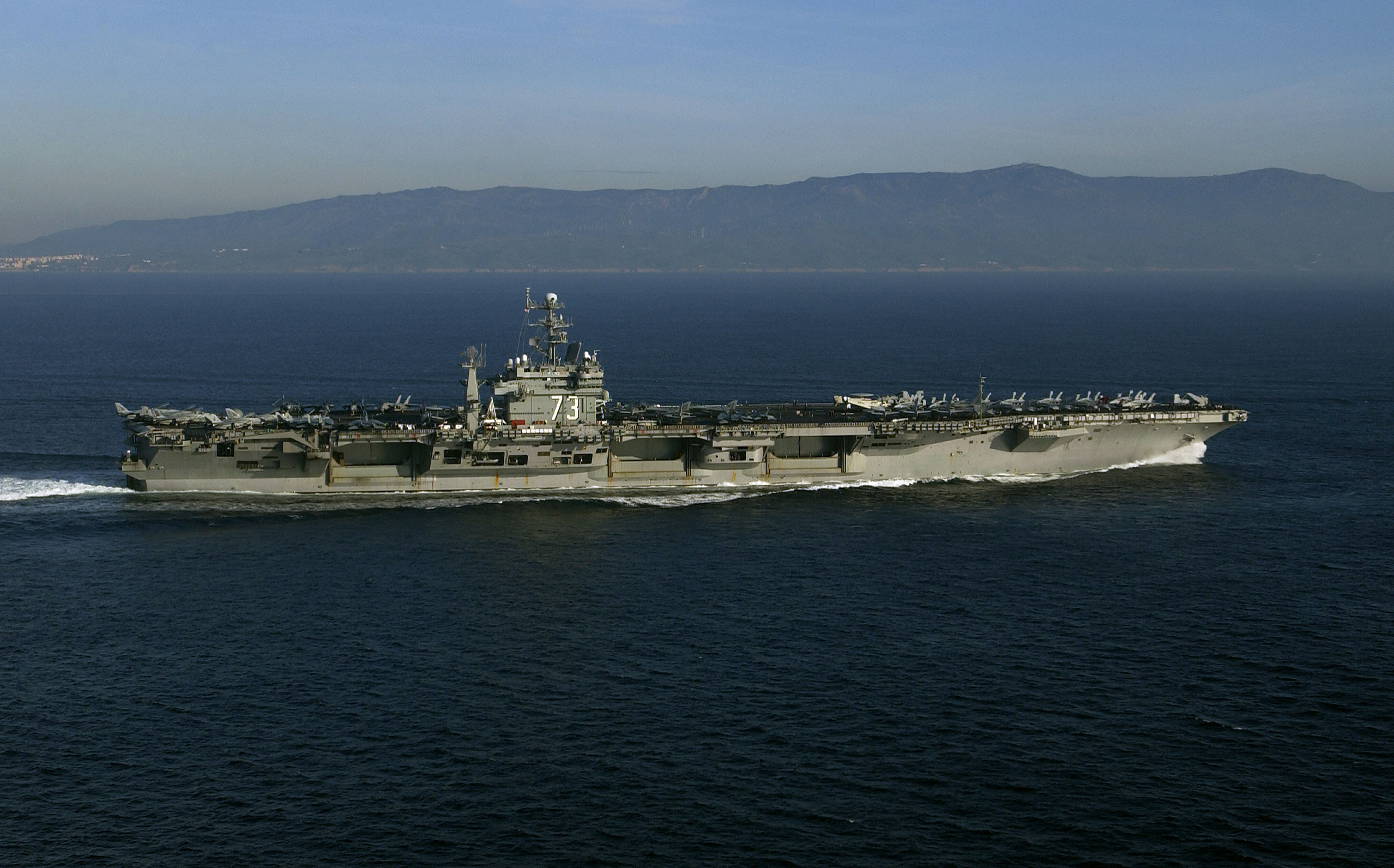
USS George Washington

- Costruttore: Cantieri navali della Northrop Grumman Corporation di Newport News, Virginia
- Impostata: 25 agosto 1986
- Varata: 21 luglio 1990
- Nazionalità:  United States Navy
- Entrata in servizio: 4 luglio 1992
- Stato: In servizio attivo, con base a Norfolk, Virginia
- Operazioni: Operazione Decisive Endeavor, Operazione Southern Watch, Operazione Enduring Freedom, Guerra in Iraq, Operazione Vigilant Resolve

### USSJohn C. Stennis(CVN-74)

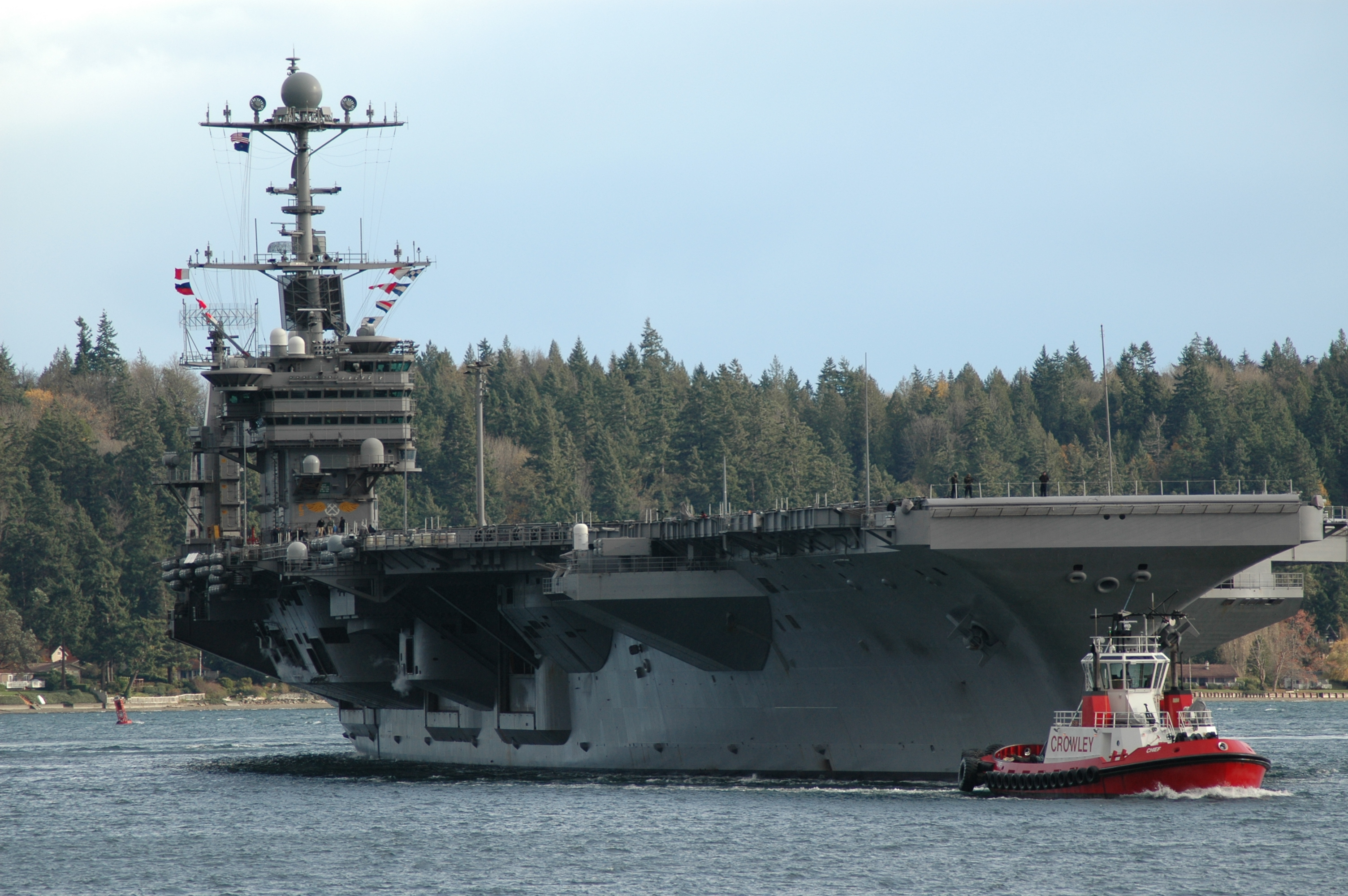
USS John C. Stennis

- Costruttore: Cantieri navali della Northrop Grumman Corporation di Newport News, Virginia
- Impostata: 13 marzo 1991
- Varata: 11 novembre 1993
- Nazionalità:  United States Navy
- Entrata in servizio: 9 dicembre 1995
- Stato: In servizio attivo, con base a Norfolk, Virginia
- Operazioni: Operazione Southern Watch, Operazione Enduring Freedom, Guerra in Iraq, Operazione Noble Eagle

### USSHarry S. Truman(CVN-75)

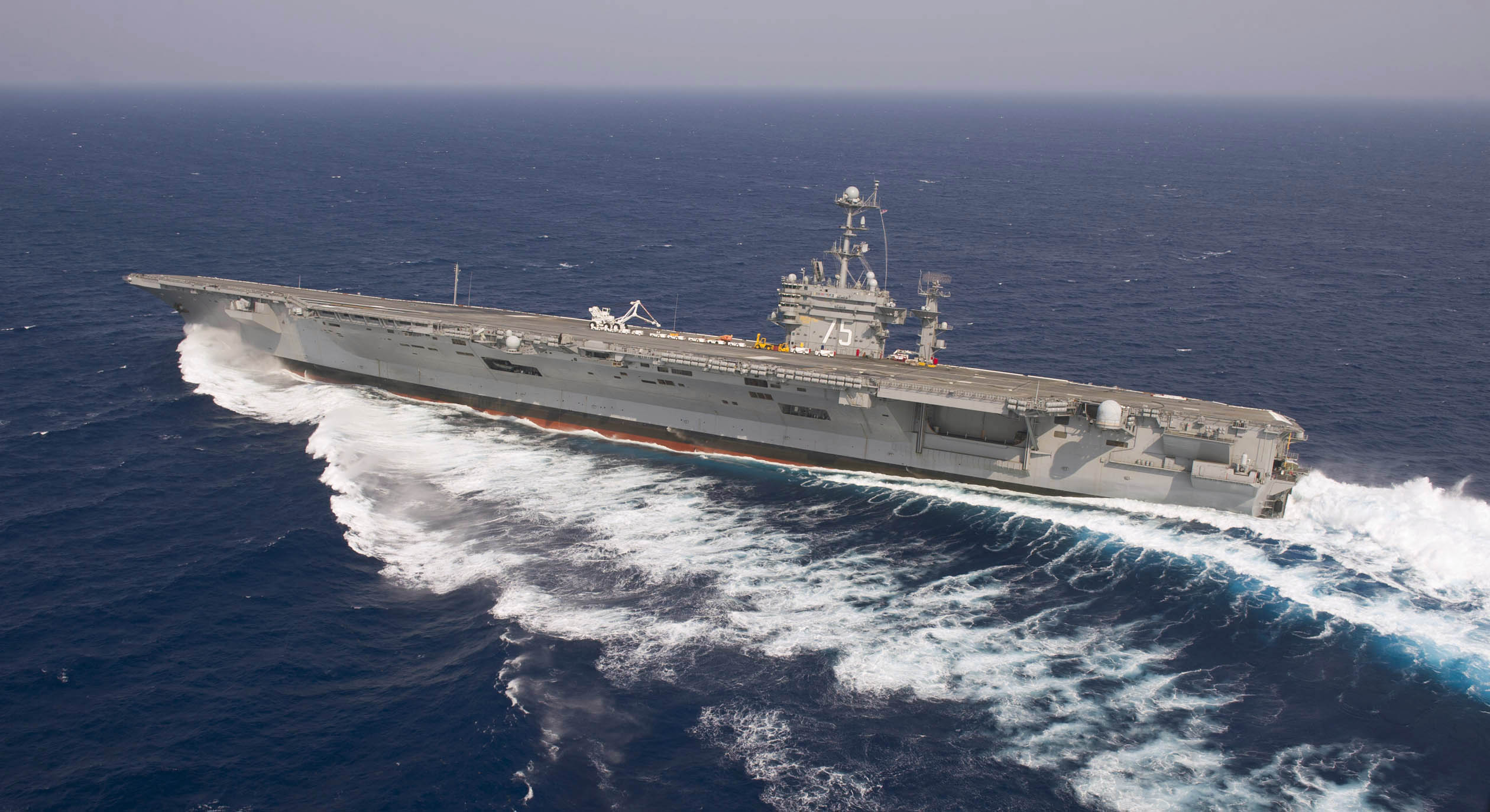
USS Harry S. Truman

- Costruttore: Cantieri navali della Northrop Grumman Corporation di Newport News, Virginia
- Impostata: 29 novembre 1993
- Varata: 7 settembre 1996
- Nazionalità:  United States Navy
- Entrata in servizio: 25 luglio 1998
- Stato: In servizio attivo, con base a Norfolk, Virginia
- Operazioni: Operazione Southern Watch, Guerra in Iraq, operazioni di soccorso a seguito dell'Uragano Katrina

### USSRonald Reagan(CVN-76)

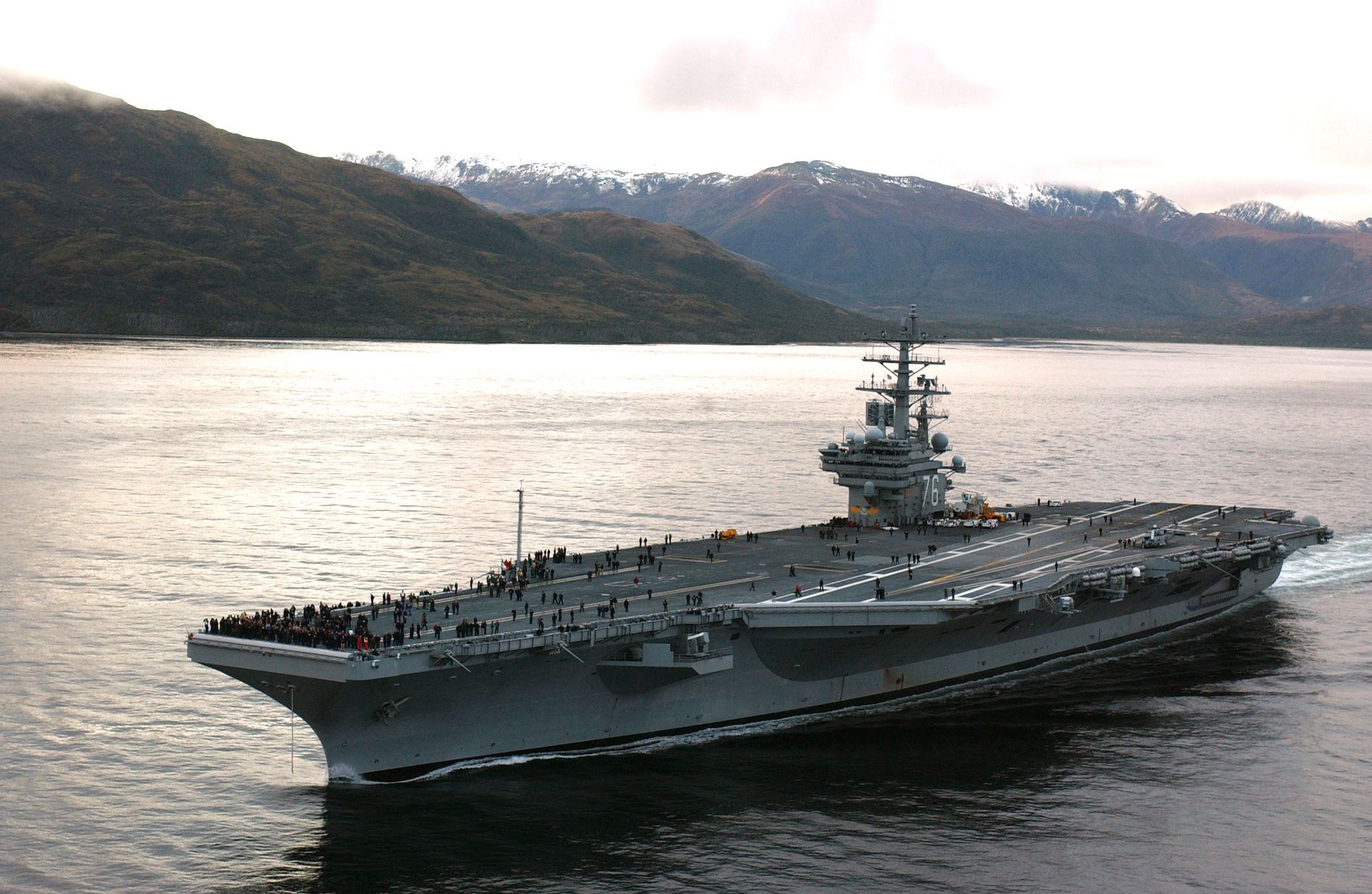
USS Ronald Reagan

- Costruttore: Cantieri navali della Northrop Grumman Corporation di Newport News, Virginia
- Impostata: 12 febbraio 1998
- Varata: 4 marzo 2001
- Nazionalità:  United States Navy
- Entrata in servizio: 12 luglio 2003
- Stato: In servizio attivo, con base a Yokosuka, Giappone

### USSGeorge H. W. Bush(CVN-77)

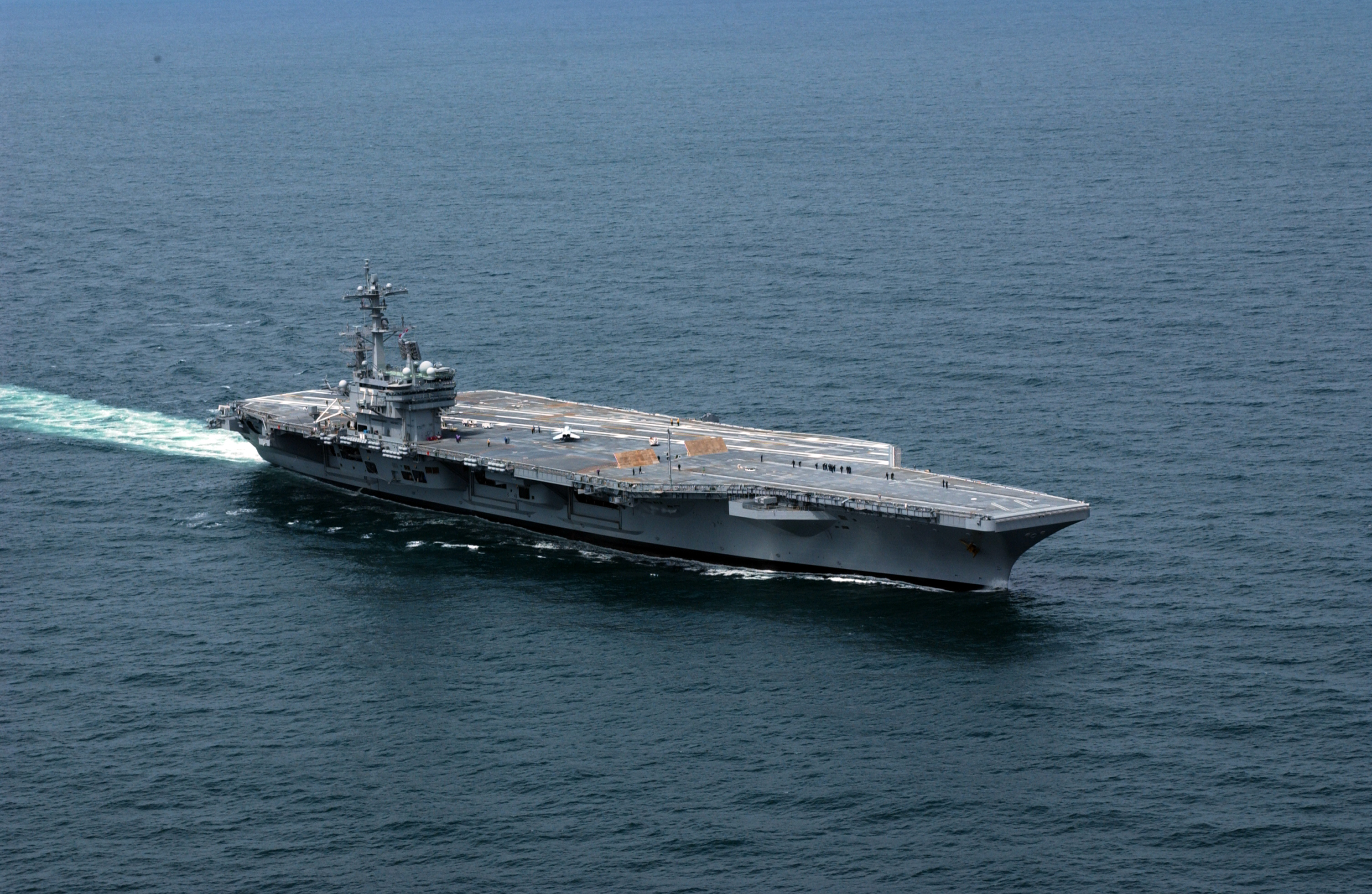
USS George H.W. Bush

- Costruttore: Cantieri navali della Northrop Grumman Corporation di Newport News, Virginia
- Impostata: 6 settembre 2003
- Varata: 9 ottobre 2006
- Nazionalità:  United States Navy
- Entrata in servizio: 10 gennaio 2009
- Stato: In servizio attivo, con base a Norfolk, Virginia